# Heliotropium magistri
Heliotropium magistri är en strävbladig växtart som beskrevs av L.M. Raenko. Heliotropium magistri ingår i Heliotropsläktet som ingår i familjen strävbladiga växter. Inga underarter finns listade i Catalogue of Life.